# Mahura hinua
Mahura hinua là một loài nhện trong họ Agelenidae.
Loài này thuộc chi Mahura. Mahura hinua được miêu tả năm 1973 bởi Raymond Robert Forster & Wilton.